# Scalable Linear Recording
Scalable Linear Recording (SLR) ist ein Magnetband-System des deutschen Unternehmens Tandberg Data GmbH für die Sicherung (Backup) und Archivierung von Daten. SLR ist eine Weiterentwicklung der QIC-Speichermedien.
In der leistungsfähigsten Variante, dem SLR140-Format, können pro Band bis zu 70 GB Daten unkomprimiert bei einer Datentransferrate von bis zu 6 MB/s gesichert werden. Die Lebensdauer des Bandes hängt vom verwendeten Format ab und ist laut Hersteller Imation zwischen 5.000 und 15.000 Durchläufe.